# Crypto.com
Crypto.com est une plateforme d’échange de crypto-monnaies basée à Singapour, plus connue par son application. Crypto.com compterait actuellement[Quand ?] 100 millions d’utilisateurs et 3000 employés. Crypto.com est exploité par Foris DAX Asia (basée à Singapour), filiale de Foris DAX MT Limited (basée à Malte).

## Historique
En juillet 2016 l'entreprise est co-fondée sous le nom de « Monaco », par 4 personnes : 
1. Bobby Bao (« entrepreneur blockchain » et capital-risqueur)[2], ancien responsable du développement d'Ensogo, ayant travaillé pour la banque d'investissement China Renaissance, pour Deloitte et Merrill Lynch, pour JD.com[3]
2. Gary Or,
3. Kris Marszalek
4. Rafael Melo (Chief Financial Officer), ancien employé d'Embraer (au Brésil puis aux Etats-Unis), ayant rejoint Mobile Payment Solutions (MasterCard-incubated Technology Company) en janvier 2011 pour trois ans et demie, et ancien directeur général d'Ensogo à Singapour.

En 2018, elle acquiert le nom de domaine Crypto.com auprès de Matt Blaze pour un montant non-déclaré, et change son nom en conséquence.
L’entreprise procède à l’émission du token MCO sur la blockchain Ethereum, via une Initial Coin Offering. 
En 2020, le MCO est abandonné en aout pour le CRO. En décembre, les droits de naming du Staple Center sont acquis pour 20 ans (prix estimé de 700 millions de dollars). L’emblématique stade étasunien devient la Crypto.com Arena. L'entreprise singapourienne annonce ce même mois l'acquisition de North American Derivatives Exchange, une bourse réglementée, pour 216 millions de dollars.
En 2021, la blockchain Crypto.com est publiquement lancée Le 25 mars, minant ses premiers CRO. Le 8 novembre de la même année, le mainnet Cronos est lancé. Cette blockchain en test vise à introduire des éléments de finance décentralisée (DeFi). Notons que les blockchains Crypto.com et Cronos sont bâties avec le protocole Ignite (anciennement Tendermint), permettant ainsi une communication facile avec d’autres registres de ce type.
En 2022, Crypto.com a été victime d'un piratage (vol d'environ l'équivalent de 15 millions de dollars en Ether). Après signalement par les utilisateurs, la société a suspendu les retraits et dit avoir remboursé tous ses clients.
En 2022, l'entreprise investit dans de nouveaux bureaux à Paris, en marge de la Coupe du Monde de Football 2022, dont elle est un des sponsors principaux. En novembre de la même année, la faillite de FTX entraîne des craintes quant à la solvabilité de Crypto.com, mais également des rumeurs sur de nombreux réseaux sociaux.
Après avoir supprimé 5 %  des effectifs (260 emplois) à l'été 2022, l'entreprise supprime de nouveau des emplois au début de 2023 (20 % des effectifs soit 800 emplois).

## Piratage
Des pirates ont, en janvier 2022, utilisé une faille des systèmes de Crypto.com pour voler à 483 de ses clients utilisateurs de la bourse des crypto-monnaie (d'une valeur estimée à environ 30 millions de dollars). 
Crypto.com a reconnu le piratage et a annoncé avoir remboursé ses victimes.

## Controverse
Peu après le vol de cryptomonnaies, Crypto.com a recruté comme "responsable des opérations de sécurité" un ancien analyste de la NSA, Dan Wolfford. 
Or ce dernier, une fois s'être retiré de la fonction publique, a travaillé (comme formateur, hacker et peut-être espion) pour Cyberpoint (société américaines de sous-traitance en cybersécurité engagée par le gouvernement des Émirats arabes unis, et dont certains employés ont été recrutés par DarkMatter) et pour une société de piratage basée aux Émirats arabes unis, baptisée DarkMatter. Cette entreprise est accusée d'avoir espionné des américains (journalistes et militants des droits de l'homme notamment, pour le compte du gouvernement des Émirats arabes unis selon Reuters qui a révélé en 2019 l'existence d'une équipe au sein de DarkMatter, dédiée au piratage et à la surveillance. Trois ans plus tôt (2016), The Intercept avait révélé que DarkMatter avait recruté des dizaines de pirates informatiques expérimentés, dont d'anciens analystes du renseignement de la NSA et des États-Unis. 
Après que Motherboard ait demandé à Crypto.com de commenter cette embauche, l'entreprise a expliqué que Dan Wolfford ne la rejoindrait finalement pas. Selon Dan Wolfford, il a travaillé pour DarkMatter durant quelques mois en 2017, sans rien y faire d'illégal.

## Produits
Crypto.com propose plusieurs produits, dont une crypto-monnaie baptisée Cronos (CRO) et une carte de débit (carte Monaco), conçue en partenariat avec Visa, et déclinée en plusieurs paliers déblocables avec une somme précise de CRO. Chaque palier bénéficie de ses propres avantages, notamment en cashback[réf. nécessaire].
Une plateforme d’échange de crypto-monnaies accessible via navigateur permet de réaliser de nombreuses opérations financières, allant du simple échange d’actifs au staking à des taux interbancaires présentés comme avantageux. 
L’application pour smartphone permet de recharger sa carte de débit, d’acheter des crypto-monnaies, d’en suivre les cours et de participer à Supercharger. Cette fonctionnalité propose de bloquer des CRO sur une période définie afin de gagner d’autres crypto-actifs.
Crypto.com a aussi créé la blockchain éponyme, mais ne la contrôle pas ; sa nature décentralisée est liée au fait que des validateurs anonymes participent à la validation du réseau sans aucune intervention autoritaire. Le CRO est donc principalement valorisé de par son utilisation dans les produits officiels, sans être limité à cela. 
L'entreprise a créé son propre fonds de capital-risque (Crypto.com Capital, estimé d'après son directeur, Bobby Bao, à environ 200 millions de dollars).